# المرض كاستعارة
المرض كاستعارة هو عمل للنظرية النقدية لعام 1978 لسوزان سونتاغ، حيث تتحدى الضحية يتحمل المسؤولية باللغة التي تُستخدم غالبًا لوصف الأمراض والأشخاص المتأثرين بها.
من خلال إثارة مجالات التشابة بين وجهات النظر العامة حول السرطان (المرض النموذجي للقرن العشرين قبل ظهور الإيدز)، والسل (المرض الرمزي للقرن التاسع عشر)، أظهر سونتاغ أن كلا المرضين مرتبطان بالاسباب النفسية. على وجه الخصوص، قالت إن الاستعارات والمصطلحات المدرجة لوصف كلتا المتلازمتين تؤدي إلى ارتباط بين العاطفة السيئة والمرض الجسدي نفسه. كتبت عن الانعكاس الغريب أنه «مع الأمراض الحديثة (الأمراض التي كانت منتشرة في السابق مثل مرض السل، والآن السرطان)، فإن الفكرة الرومانسية القائلة بأن المرض يعبر عن الشخصية تمتد دائمًا لتؤكد أن الشخصية تسبب المرض — لأنها لم تعبر عن نفسها. يتحرك الشغف نحو الداخل، ويضرب ويخرب أعمق فترات الاستراحة الخلوية».
قالت سونتاغ إن أشمل وأفضل طريقة للتفكير في الأمراض هي عدم اللجوء إلى الاستعارة. كانت تعتقد أن لف المرض في الاستعارات يحبط عزيمة المرضى ويصمتهم ويخجلهم. اختلف معها بعض الكتاب الآخرين، قائلين إن الاستعارات واللغة الرمزية الأخرى تساعد بعض الأشخاص المتضررين على تكوين معنى من تجاربهم.

## ملخص
خدم المرض باعتباره استعارة كوسيلة لسوزان سونتاغ للتعبير عن آرائها حول استخدام الاستعارات للإشارة إلى الأمراض، مع تركيزها الأساسي على السل والسرطان. يتناقض الكتاب مع وجهات النظر والاستعارات المرتبطة بكل مرض. في مرحلة ما، كان يُنظر إلى السل على أنه مرض إبداعي، مما أدى إلى رغبة الأشخاص الأصحاء في الظهور كما لو كانوا مرضى بالمرض. ومع ذلك، فإن عدم التحسن من مرض السل كان يُنظر إليه عادة على أنه نقص في العاطفة لدى الفرد لابد من مراجعة الأطباء النفسيين للعلاج. حتى أن مرض السل كان يُنظر إليه على أنه علامة على العقاب من قبل بعض الأديان، مثل المسيحية، مما دفع المنكوبين إلى الاعتقاد بأنهم يستحقون مرضهم.
ثم أجرى سونتاغ مقارنة بين الاستعارات المستخدمة لوصف السل والسرطان، حيث شوهد السرطان في السبعينيات على أنه مرض السرطان يصيب الأشخاص الذين يعانون من نقص في العاطفة والشهوانية، وأولئك الذين قمعوا مشاعرهم. كتبت سونتاغ أن دراسات متعددة وجدت ارتباطًا بين الاكتئاب والسرطان، والتي جادلت بأنها مجرد علامة على العصر وليس سببًا للمرض، حيث وجد الأطباء في المرات السابقة أن مرضى السرطان يعانون من فرط النشاط وفرط الحساسية، والتي كانت علامات على أوقاتهم. 
في الفصل الأخير، جادلت سونتاغ بأن استعارات المجتمع المرضية تجعل المرضى يشعرون وكأن المجتمع ضدهم. كانت حجتها الأخيرة هي أن الاستعارات ليست مفيدة للمرضى، لأن الاستعارات تجعل المرضى يشعرون وكأن سبب مرضهم ناتج عن سوء مشاعرهم، وليس بسبب نقص العلاج الفعال.  الطريقة الأكثر فعالية للتفكير في المرض هي تجنب التفكير المجازي، والتركيز فقط على المكونات المادية والعلاج.

## سياق الكلام
كتبت سونتاغ الرسالة أثناء علاجها من سرطان الثدي. لم تذكر تجربتها الشخصية مع مرض السرطان في العمل، لكنها تناولتها في عملها المرتبط عام 1988، الإيدز واستعاراته .
في الوقت الذي كانت تكتب فيه سونتاغ، كانت الموضة في العلاج البديل للسرطان هي العلاج النفسي لـ «شخصية السرطان» المفترضة للمريض. وفقًا لهؤلاء المؤيدين، فإن المرضى جلبوا السرطان على أنفسهم من خلال وجود شخصية مستقيلة ومقموعة ومثبطة. من خلال الخضوع للعلاج النفسي المليء باللوم في كثير من الأحيان والذي تقدمه بعض المجموعات، مثل مركز سيمونتون، سيتغلب المريض على السرطان من خلال اختياره عن وعي للتخلي عن الفوائد العاطفية التي خلقها السرطان من أجلها والشفاء. أخذ آخرون فكرتها إلى أبعد من ذلك، حيث أظهروا عدم وجود «سرطان» حقيقي وراء الاستعارات، ولكن كل ما لدينا هو استعارة - حتى في العلم - لفهم سلوك مرض ما زال غامضًا.

## النشر
نُشر نتائج العمل في الأصل على هيئة ثلاث مقالات طويلة في New York Review of Books. تم تغيير بعض اللغات الأكثر تحريضًا قليلاً من أجل إعادة النشر. مثال على ذلك، ما أطلق عليه سونتاج في الأصل «الجنون الفريد» للغة فيلهلم رايش تم تخفيفه إلى «التماسك الفذ».

## استقبال
في حين أن واحدة من أشهر مقالات سونتاج قراءة وأكثرها شهرة   ، يتلقى المرض كاستعارة ويتلقى نتائج سلبية.
وصفه كيركوس مراجعات بأنه «كتاب صغير متحرر يمكن أن يصبح الحس السليم لمريض السرطان.» الناقد الأدبي دينيس دونوجيو من صحيفة نيويورك تايمز أعطى الكتاب مراجعة سلبية، واصفًا إياه بأنه «كتاب شخصي للغاية يتظاهر من أجل اللياقة بأنه أطروحة». أضاف:
كحجة، يبدو لي أنه صارم وغير مقنع كما هو، موجز للمدعي العام لا يعترف بأي شيء في الدفاع أو التخفيف. الموجز موجز للغاية ليكون عادلاً. لذلك يُترك القارئ مع حالة لم يتم إعدادها بالكامل ولكن تم إثبات النقاط بدقة؛ بما يكفي، على أي حال، لجعله يشعر ليس فقط أنه يجب عليه في المستقبل أن يراقب لغته، ولكن بنفس اليقظة، يراقب مواقفه وتحيزاته وعفويته.
وصف الناقد الأدبي المتكررة لـ Sontag كاميل باجليا الكتاب بأنه «أخرق ومرهق، مثل ورقة ندوة للدراسات العليا».
بالإضافة إلى ذلك، أثار النقاد أيضًا الحجة القائلة بأن التفكير المجازي حول الأمراض لم يمنع البحث عن الأمراض وأن البشر يتعاملون مع واقع حياتهم من خلال مساعدة الاستعارات. 